# Juan de Villanueva
Juan Antonio de Villanueva y de Montes – hiszpański architekt klasycystyczny, członek Królewskiej Akademii Sztuk Pięknych św. Ferdynanda.
Był czołowym hiszpańskim architektem klasycyzmu, związanym z dworem Karola III i Karola IV. Kształcił się w środowisku zainteresowanym klasyczną starożytnością; spędził sześć lat podróżując po Włoszech. W 1768 zlecono mu renowację Eskurialu, a cztery lata później zaprojektowanie dwóch rekreacyjnych domów w stylu włoskim dla rodziny królewskiej: Casita del Principe i Casita de Arriba. Zaprojektował także budynek przyszłego Muzeum Prado, obserwatorium astronomiczne w Madrycie i ogrody Pałacu Królewskiego w Aranjuez.